# Astarte crebricostata
Astarte crebricostata är en musselart som först beskrevs av Da Costa 1778. Astarte crebricostata ingår i släktet Astarte och familjen Astartidae. Inga underarter finns listade i Catalogue of Life.